# Clément Joseph Tissot
Pour les articles homonymes, voir Tissot.
Clément Joseph Tissot, écrit parfois Joseph Clément Tissot, né à Ornans le 8 décembre 1747 et mort à Paris le 28 juin 1826, est un médecin militaire français.

## Biographie

### Enfance
Il nait à Ornans dans le Doubs. Son père Jean-Baptiste Tissot est maître-apothicaire, qui sera premier juré à la Faculté de Besançon en 1777, et sa mère s'appelle Catherine Moulinet. Son père est le cousin de Samuel Auguste Tissot (1728-1797), médecin vaudois célèbre pour ses nombreux travaux, notamment ceux consacrés à l'onanisme, et ses études sur l'épilepsie.
Après des études classiques, il est, dès l'âge de 15 ans, « élève en Chirurgie à l'hôpital civil et militaire Saint Louis d'Ornans et succursale de deux hôpitaux militaires de Besançon pendant les années 1762-1763 et 1764. »

### Avant la révolution

Gymnastique médicinale et chirurgicale, 1782, édition italienne

Il fut admis comme sous-aide major le 15 janvier 1765 à 17 ans et est resté en fonction dans ce grade d'abord à l'hôpital militaire Saint-Jacques de Besançon jusqu'au 1er juin 1768, puis à l'hôpital des vénériens de la même garnison. Promu aide-major le 15 mai 1770, il reste peu de temps en fonction au même poste pour commencer ses études de médecine à la faculté de Besançon.
Il est reçu docteur en médecine en 1776 soit à Besançon, soit à Reims.
Entre-temps, il a été initié franc-maçon à Paris dans la loge militaire La Candeur « au recrutement fort aristocratique », où il reçoit le grade de maître en avril 1775. Il se retrouve aussi en 1777 sur le tableau de la loge Henri IV (anciennement Toul-Artillerie).
Il reprend du service le 26 mai 1779 à 31 ans, il est nommé chirurgien-major du 4e régiment de chevau-légers, dont le colonel était le Prince de Montbarrey.
En 1779, il présente à l'Académie de chirurgie un mémoire intitulé Du régime diététique dans la cure des maladies.
En 1780, il publie un livre intitulé « Gymnastique médicinale et chirurgicale » qu'il dédie « à son maître et ami Me Le Preux. » Ce livre fera sa réputation et il sera rapidement traduit en plusieurs langues notamment en allemand et en italien. Ce livre sera suivi par Effets du sommeil et de la veille dans le traitement des maladies externes en 1781 et par De l'influence des passions de l'âme dans les maladies, et des moyens d'en corriger les mauvais effets en 1782. Ces travaux lui valent d’être nommé en 1785 correspondant de la Société royale de médecine.
Le célèbre cousin de son père, Tissot le recommande à Tronchin (1709-1781) « qui en fit son disciple, son secrétaire et le désigna ensuite comme médecin-adjoint de la maison d'Orléans, dont il eut le brevet en 1787. »
En 1781, il est député au Grand Orient de France par la loge de sa ville natale (Ornans), la Constante Amitié  puis député par la loge Saint-Louis saint-Philippe de la Gloire de Nancy. En 1783, il participe à la fondation de la loge militaire Maréchal de Saxe « à l'Orient de Septimanie-Cavalerie » dont il deviendra le « Vénérable ». Il est aussi député de la loge militaire La Parfaite Union « à l'Orient de Royal-Champagne-Cavalerie. »
Le 20 avril 1788, il est nommé avec le même grade de chirurgien-major au bataillon de chasseurs des Vosges puis détaché jusqu'au 11 novembre 1788 au camp de Saint-Omer commandé par le Prince de Condé. Il passe alors au régiment de chasseurs à cheval de Franche-Comté jusqu'au 7 février 1789.
Il est nommé ensuite par le roi chirurgien-major des 5e et 10e divisions militaires avec charge d'Inspecteur divisionnaire des hôpitaux d'Alsace et de Franche-Comté.

### De la Révolution à l'Empire

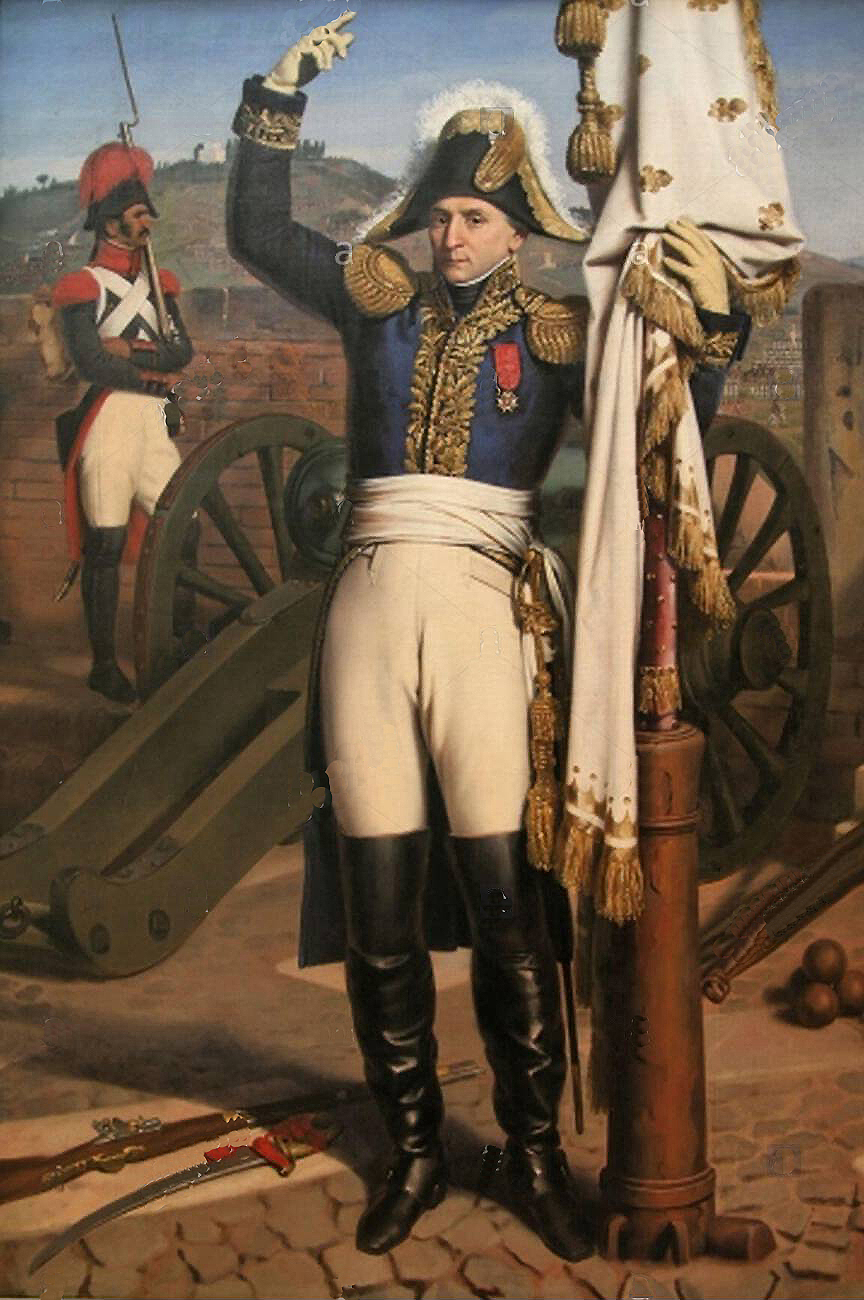
Louis François Perrin de Précy, chef des insurgés lyonnais. Peinture de Jean-Joseph Dassy.

Le 14 septembre 1792, il est nommé chef du service de l'hôpital militaire de Lyon où il se trouve encore lors du siège de Lyon du 9 août au 9 octobre 1793 à la suite du soulèvement de Lyon contre la Convention nationale.
À la suite d'une dénonciation, il est arrêté puis libéré sur l'ordre des représentants du Peuple Collot d'Herbois et Delaporte.
Le 23 nivôse an II (12 janvier 1794), il est nommé Inspecteur des hôpitaux militaires de l'armée des Alpes, passe avec le même grade à l'armée de Rhin-et-Moselle le 25 floréal an II (14 mai 1794), puis est nommé chirurgien en chef adjoint à l'armée de Sambre-et-Meuse le 22 thermidor an IV (9 août 1796) et passe avec le même grade à l'armée de Rhin-et-Moselle le 19 brumaire an V (9 novembre 1796). Il est ensuite chirurgien en chef à l'armée de Sambre-et-Meuse le 6 messidor an V (27 juin 1797).
Le 4 pluviôse an IX (24 janvier 1801), il est chirurgien en chef de l'armée des Grisons, puis officier de santé supérieur, chirurgien en chef titulaire de l'hôpital militaire des eaux minérales d'Aix-la-Chapelle le 15 floréal an IX (5 mai 1801), puis chirurgien principal du camp de Montreuil le 4 vendémiaire an XII (28 septembre 1803) sous les ordres de Ney pour ensuite suivre la Grande Armée en Prusse et en Autriche où il est chirurgien en chef du 6e corps d'armée.
Du camp de Montreuil, il adresse plusieurs courriers à de Lacépède, grand chancelier de la Légion d'honneur pour « être admis dans la légion d'honneur » sans résultat bien que soutenu par Ney puis par Le Preux. Il se plaint aussi que Gilbert, moins ancien que lui, ait eu la Croix sans que lui-même puisse l'obtenir :

« Mon collègue Gilbert, médecin principal du camp, moins ancien que moi au service & porté avec moi sur la même liste, a reçu de vos bontés, Monseigneur, sa nomination d'admission à la légion d'honneur datée du 26 prairial. »

Il est ensuite envoyé en mission en Souabe en 1806 pour régler des problèmes d'épidémie dans des camps de prisonniers autrichiens, mission dont il s'acquitte avec les « hautes marques de reconnaissance de l'archiduc Charles et le diplôme de membre honoraire de l'académie de médecine et de chirurgie de Vienne. »
En 1807, Tissot a des « querelles » avec le chirurgien en chef Percy et le général Rapp :

« Il n'y a point de caisses d'instruments à Thorn: M. Tissot s'en plaint avec raison. Ce chirurgien principal fait beaucoup de bruit; il dicte des lois, fait imprimer des dispositions réglementaires, affiche sur la porte des hôpitaux les devoirs des chirurgiens, se remue, s'agite, va vingt fois par jour chez les commissaires et a une peur terrible de retourner au 6e corps, où il n'a pas encore vu brûler une seule amorce. M. le principal Beauquet, dont le 7e corps a été supprimé, doit le remplacer et il ne sera pas aisé de mettre de côté le tenace Tissot. Ordre de retourner au grand quartier général; je laisse le service en chef à M. Beauquet, que j'installe dans mon logement; M. Tissot n'est pas content de cela. »

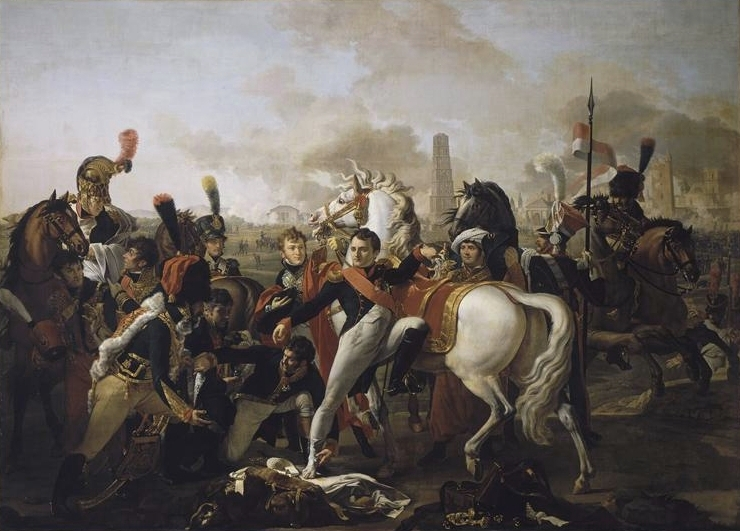
Napoléon Ier, blessé au talon devant Ratisbonne, est soigné par le chirurgien Yvan (Gautherot)

Du 25 septembre 1808 au 15 juin 1810, il est nommé chirurgien en chef de l'armée d'Italie où il reçoit la Légion d'honneur par décret du 18 juillet 1809. Puis à partir du 15 juin 1810, il retourne comme chirurgien major de l'hôpital militaire des eaux minérales d'Aix-la-Chapelle jusqu'au 14 novembre 1810, date à laquelle il démissionne et fait valoir ses droits à la retraite à 62 ans.

« Le 6 août 1811, un Rédacteur du Ministère écrit : « On pense que le Sieur Tissot, malgré ses talents comme Chirurgien et comme Chef du Service de Santé aux Armées, était déplacé dans le poste de Chirurgien en Chef et que la décision qui l'a rappelé de l'Armée d'Italie était fortement motivée. On propose à son Excellence de ne pas acquiescer à la demande que fait Tissot d'une lettre qui prouve qu'il n'a pas cessé de mériter l'estime du Ministre ».
Le 5 septembre 1811, le Bureau des Invalides demande au Ministre de l'Administration de la Guerre, son avis sur les conduites et capacités de Tissot qui réclame le poste de Chirurgien en Chef adjoint des Invalides en remplacement d'Yvan promu Chirurgien-Chef. Un rapport aux attendus sévères conclut au rejet de cette demande. »

### La Restauration
Médecin avec une clientèle privée, Tissot se voit attribuer le titre de chevalier de la Légion d'honneur le 17 janvier 1815 alors qu'il est vice-président de la société de médecine pratique de Paris. Il devient médecin consultant du Duc d'Orléans. Il publie des Observations sur les causes des épidémies dans les hôpitaux militaires et des Recherches topographiques, insérées dans le 15e volume des Mémoires de médecine militaire, en décembre 1824.
Il passe ses derniers jours à animer des comités en faveur de l'érection d'un monument destiné à célébrer le souvenir de Perrin de Précy qui avait organisé la défense pendant le siège de Lyon contre l'armée de la Convention au moment où Tissot était lui-même chef du service de l'hôpital militaire de Lyon. Il s'occupe aussi du monument du général Pichegru, autre personnalité liée à la franc-maçonnerie française.
Tissot meurt à Paris le 28 juin 1826 .

## Travaux
- Gymnastique médicinale et chirurgicale : Essai sur l'utilité du mouvement, ou des différens Exercices du corps, & du repos sur la cure des Maladies, Chez Bastien, libraire, rue du Petit-Lion, près de la nouvelle Comédie Française, quartier du Luxembourg, Paris, 1780, 1re éd., 406 p. (lire en ligne).
  - (de) Joseph Clément Tissot, Medicinische und chirurgische Gymnastik oder Versuch über den Nutzen der Bewegung oder der verschiedenen Leibesübungen, und der Ruhe bey Heilung der Krankheiten, Leipzig, Jacobäer und Sohn, 1782.
  - (it) Clément-Joseph Tissot, Ginnastica medico-chirurgica, Venise, Domenico Pompeati, 1782 (lire en ligne).
  - (en) A translation of Joseph-Clément Tissot's Gymnastique médicinale et chirurgicale, by Elizabeth and Sidney Licht. With a facsimile of the original French and facsimilies of eighteenth-century translations into German, Italian and Swedish, New Haven, Licht, [1964].
- Effets du sommeil et de la veille dans le traitement des maladies externes (1781).
- De l'influence des passions de l'âme dans les maladies, et des moyens d'en corriger les mauvais effets (1782).
- Observations générales sur l'administration des hôpitaux ambulans et sédentaires des armées de la République française, 1793, 16 p. (lire en ligne).
- Observations sur les causes de la mort des blessés par des armes à feu, dans la journée du 29 mai 1793, à Lyon par le citoyen Tissot, chirurgien-major de l'hôpital militaire de Lyon, J. Moronval, imprimeur-libraire, 1821, 10 p. (lire en ligne).
- Observations sur les causes des épidémies dans les hôpitaux militaires.

## Distinctions
- Officier de la Légion d'honneur (1815)[19].